# Enganyapastors cua de tisora
Lenganyapastors cua de tisora (Hydropsalis torquata) és una espècie d'ocell de la família dels caprimúlgids (Caprimulgidae) que habita boscos de l'est del Perú, oest, est i sud-est del Brasil, est i sud-est de Bolívia, el Paraguai, Uruguai i centre de l'Argentina.